# Lutiše
Lutiše (bis 1927 slowakisch auch „Lutyša“; ungarisch Lótos – bis 1907 Lutisa beziehungsweise Lutissa) ist eine Gemeinde im Norden der Slowakei mit 758 Einwohnern (Stand 31. Dezember 2024) im Okres Žilina, einem Kreis des Žilinský kraj.

## Geographie
Die Gemeinde befindet sich im Herzen des Berglands Kysucká vrchovina im Tal des Baches Lutišský potok. Das Ortszentrum liegt auf einer Höhe von 560 m n.m. und ist 25 Kilometer von Čadca sowie 27 Kilometer von Žilina entfernt.
Die Gemeinde setzt sich aus 18 Kleinsiedlungen/Weiler (slowakisch kopanice) zusammen: Adamovia, Ďurišovia, Ježikovia, Kraviarka, Kubovia, Lukáčovia, Malichovia, Melišíkovia, Melišovia, Mišovia, Novákovia, Pilkovia, Samčíkovia, Sihlovcovia, Skaličanovia, Sýkorovia, Turčanovia und Ústredie.
Nachbargemeinden sind Radôstka im Norden, Stará Bystrica und Nová Bystrica im Nordosten, Terchová (Ortsteil Horná Tižina) im Osten, Belá und Lysica im Süden, Horný Vadičov im Westen und Povina im Nordwesten.

## Geschichte
Die Gegend wurde 1438 namentlich in einer königlichen Schenkungsurkunde erwähnt, in der ein Ort namens Vrcholište verzeichnet ist. Nähere Angaben stammen jedoch erst aus dem 17. Jahrhundert, als im Jahr 1662 ein Ort namens Litisse erwähnt wurde, der nach dem Muster der walachischen Kolonisierung entstanden war. Das Dorf gehörte zum Herrschaftsgebiet der Burg Strečno. 1784 hatte die Ortschaft 122 Häuser, 128 Familien und 740 Einwohner, vier Jahre danach entstand in Lutiše ein Pfarrhof. 1828 zählte man 150 Häuser und 1040 Einwohner, die als Holzfäller, Landwirte und Viehhalter beschäftigt waren. Die erste Schule wurde 1890 gegründet.
Bis 1918 gehörte der im Komitat Trentschin liegende Ort zum Königreich Ungarn und kam danach zur Tschechoslowakei beziehungsweise heute Slowakei. 1928 fielen Teile der Gemeinde einem Großbrand zum Opfer.

## Bevölkerung
| Jahr                | 1994 | 2004    | 2014    | 2024    |
| ------------------- | ---- | ------- | ------- | ------- |
| Anzahl der Personen | 842  | 818     | 740     | 758     |
| Unterschied         |      | −2,85 % | −9,53 % | +2,43 % |

| Jahr                | 2023 | 2024    |
| ------------------- | ---- | ------- |
| Anzahl der Personen | 757  | 758     |
| Unterschied         |      | +0,13 % |

Gemäß der Volkszählung 2011 wohnten in Lutiše 761 Einwohner, davon 755 Slowaken sowie jeweils ein Magyare, Russe und Tscheche. Drei Einwohner machten keine Angabe zur Ethnie.
746 Einwohner bekannten sich zur römisch-katholischen Kirche und ein Einwohner zu den Zeugen Jehovas; vier Einwohner bekannten sich zu einer anderen Konfession. Vier Einwohner waren konfessionslos und bei sechs Einwohnern wurde die Konfession nicht ermittelt.

## Bauwerke und Denkmäler
- römisch-katholische Stephanskirche im neoklassizistischen Stil aus dem Jahr 1907